# Henri IV (Pirandello)
Pour les articles homonymes, voir Henri IV.
Henri IV (titre original en italien : Enrico IV) est une pièce du dramaturge italien Luigi Pirandello écrite en 1921 en deux semaines et représentée avec succès l'année suivante. C'est un drame en trois actes explorant le thème de la folie.

## Résumé
La pièce se déroule sur une journée. Elle met en scène un personnage (jamais nommé) qui se prend pour l'empereur Henri IV du Saint-Empire depuis une chute de cheval survenue vingt ans auparavant. À l'instigation de son neveu le Comte de Nolli, son entourage se prête à sa folie et joue la cour de l'empereur.
Lorsque la pièce commence, la sœur du personnage central, mourante, a fait venir un dernier docteur pour tenter de soigner son frère. Le docteur est accompagné de trois personnes :
- Frida, la fiancée de Nolli
- Matilda, la mère de Frida, et l'ancien amour du personnage central
- Belcredi, vieil ami du personnage central et amant de Matilda.

L'intrigue se développe entre les scènes de cour, où chacun s'efforce de jouer plus ou moins bien son rôle, et les interrogations des personnages "sains d'esprit". À l'acte II, "Henri IV" annonce qu'il est guéri depuis plusieurs années, et qu'il fait seulement semblant. Confronté à la colère de ses visiteurs, il finit par poignarder Belcredi, qu'il accuse d'avoir causé son accident par jalousie. Au moment où le rideau tombe, il se réfugie à nouveau dans la folie.

## Mises en scène en France
- 2022 au Théâtre des Béliers parisiens, mis en scène par Léonard Matton[1].
- 2010 au Théâtre du Trident, mis en scène par Marie Gignac[2].
- 1994 au Théâtre de l'Œuvre, mis en scène et interprété par Georges Wilson, avec Laurence Ashley (Frida), Christiane Minazzoli (Mathilde).
- 1989 au Théâtre de l'Atelier, mis en scène par Armand Delcampe, avec Laurent Terzieff dans le rôle-titre [3].
- 1984 au Festival d'Avignon, mis en scène par Jean-Pierre Bouvier, avec Michel Favory, musique Ennio Morricone.
- 1973 au Théâtre de l'Odéon, mis en scène par Raymond Rouleau, avec François Chaumette, Catherine Salviat (Frida), Rosy Varte (Mathilde).
- 1967 au Théâtre moderne, mis en scène et interprété par Sacha Pitoëff. avec: Claude Jade (Frida), Luce Garcia-Ville (Mathilde) [4]
- 1957 au Festival d'Avignon, mis en scène et interprété par Jean Vilar. avec: Simone Bouchateau (Frida), Lucienne Le Marchand (Mathilde) [5].
- 1950 au Théâtre de l'Atelier, mis en scène par André Barsacq, avec Jean Vilar, Françoise Spira (Frida), Germaine Montero (Mathilde)
- 1925 au Grand Théâtre de Monte-Carlo, mis en scène et interprété par Georges Pitoëff, avec Ludmilla Pitoëff (Frida), Nora Sylvère (Mathilde) [6].

## Adaptations au cinéma
La pièce a été adaptée à deux reprises su cinéma :
- 1984 : Henri IV, le roi fou (Enrico IV), film italien réalisé Marco Bellocchio
- 1943 : Henri IV (Enrico IV), film italien réalisé par Giorgio Pàstina